# KAC de Kénitra (handball)
Maillots
Ldu Futbol Club Barcelona est un club espagnol de handball fondé en 1942. 
Le Kénitra Athletic Club  est la section de handball du club omnisports du KAC de Kénitra, situé à Kénitra au Maroc et dont la section de football est la plus connue.

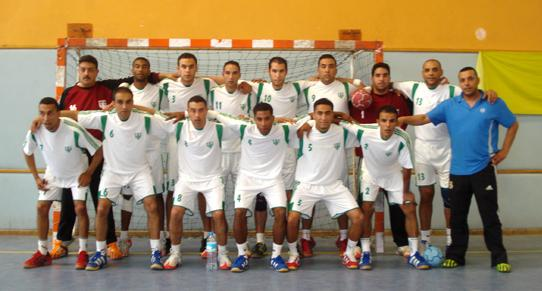
Équipe du KAC pour la saison 2007/08

## Palmarès
- Championnat du Maroc (1)
  - Champion : 1979
- Championnat du Maroc D2  (1)
  - Champion : 2008